# Карипци
Карипци (на гръцки: Χλωρονομή, Хлорономи, до 1927 година Καρίπτσια, Карипция) е бивше село в Гърция, разположено на територията на дем Даутбал, област Централна Македония.

## География
Селото е разположено в северозападната част на Лъгадинското поле, северозападно от Лъгадина (Лангадас).

## История
В 1797 година е отбелязано помохамеданчването на „Българина Яно Митре от село Карипци, Лангадас“.

### В Гърция
След Междусъюзническата война в 1913 година селото остава в Гърция. През 1927 година името на селото е сменено на Хлорономи.